# Simone d'Érigny
Simone d'Érigny, nom de plume de Simone Dobigny, épouse de Chambure, née à Paris le 5 juin 1907 et morte à Vichy le 20 décembre 1983, est une femme de lettres française, auteure d'un roman policier.

## Biographie
Au cours de ses études dans un couvent, elle acquiert la passion de la littérature.
Mariée au comte Hugues de Chambure, elle voyage beaucoup à l'étranger avec son mari, en poste dans diverses capitales de l'empire colonial Français. Au cours d'un séjour à Dakar, elle décide d’écrire un roman. S'interrogeant sur cette décision, elle explique « Délassement ou distraction ? Peut-être aussi dilettantisme de tenir les fils de destinées fugaces et de les manœuvrer à ma fantaisie : le problème du roman policier tentait mon goût de l'inconnu non pas tant dans le déroulement de l'aventure – puzzle habilement ajustée que dans l'observation attentive et passionnée d'une humanité anormale et rare, combien plus expressive que la banalité des voisinages quotidiens ».
L'Étrange Volonté du professeur Lorrain est publié en 1933 et remporte le prix du roman d'aventures.

## Œuvre

### Roman
- L'Étrange Volonté du professeur Lorrain, Le Masque no 132 (1933)

## Prix et distinctions
- Prix du roman d'aventures 1933

## Sources
: document utilisé comme source pour la rédaction de cet article.
- Jacques Baudou et Jean-Jacques Schleret, Le Vrai Visage du Masque, vol. 1, Paris, Futuropolis, 1984, 476 p. (OCLC 311506692), p. 177-178.